# بيلوريتشينسكيي (لوهانسكا)
بيلوريتشينسكيي (Білоріченський) هي مدينة في مقاطعة لوهانسكا في أوكرانيا.
يبلغ عدد سكانها حوالي 3627 نسمة.